# Бордо Сен Клер
Бордо Сен Клер (фр. Bordeaux-Saint-Clair) насеље је и општина у северној Француској у региону Горња Нормандија, у департману Приморска Сена која припада префектури Авр.
По подацима из 2011. године у општини је живело 646 становника, а густина насељености је износила 62,66 становника/km². Општина се простире на површини од 10,31 km². Налази се на средњој надморској висини од 102 метара (максималној 119 m, а минималној 10 m).

## Демографија
| 1962. | 1968. | 1975. | 1982. | 1990. | 1999. | 2011. |
| ----- | ----- | ----- | ----- | ----- | ----- | ----- |
| 340   | 352   | 380   | 538   | 525   | 566   | 646   |

График промене броја становника у току последњих година